# Giovanni Alberto Badoer
Giovanni Alberto Badoer (pronuncia Badoèr; Venezia, 12 maggio 1649 – Brescia, 17 maggio 1714) è stato un cardinale e patriarca cattolico italiano.
È stato dichiarato venerabile dalla Chiesa cattolica.

## Biografia

### I primi anni e la formazione
Giovanni Alberto Badoer nacque a Venezia il 12 maggio 1649, figlio di Francesco Badoer e di Elena Michiel. Egli era nipote di Alberto Badoer, vescovo di Crema, che fu tra l'altro suo padrino di battesimo così da concedergli il secondo nome in ricordo, e suo insegnante a partire dai cinque anni. Fu sempre il vescovo di Crema ad avviarlo alla carriera ecclesiastica, provvedendogli personalmente la tonsura ed una prebenda nel 1663, oltre all'ordinazione a suddiacono in quello stesso anno. Successivamente venne inviato all'Università di Padova ove ottenne il dottorato in utroque iure.
Nel 1673, sempre insieme allo zio vescovo, accompagnò il nuovo cardinale Pietro Basadonna a Roma per la sua investitura cardinalizia. Durante questa visita il papa in persona garantì al Badoer una prebenda. Tornato a Crema, venne nominato arcidiacono della cattedrale ed abate commendatario di San Pietro di colle.

### Il patriarcato veneziano
Dopo la morte del vescovo suo zio nel 1677 (il quale morì lasciandogli una cospicua fortuna), ripudiando il nepotismo, diede le dimissioni dai propri incarichi presso quella diocesi e si recò a Padova dove in quello stesso anno venne ordinato sacerdote dal vescovo cittadino, Gregorio Barbarigo, futuro cardinale e santo. Divenuto canonico della cattedrale di Padova dal 31 maggio 1681, venne richiamato a Venezia dal doge Luigi Contarini, il quale lo nominò primicerio del capitolo di San Marco. Il senato veneziano lo elesse inoltre alla dignità di Patriarca di Venezia il 16 settembre 1688. La conferma dell'elezione alla sua carica pervenne dal pontefice il 27 settembre successivo ed egli venne consacrato vescovo il 6 novembre di quell'anno.
Durante i suoi anni come patriarca, visitò assiduamente tutte le chiese, i monasteri ed i seminari della sua diocesi, lavorando per l'apertura delle accademie e per la formazione del clero. Nel 1690, dopo che papa Alessandro VIII ebbe canonizzato il beato Lorenzo Giustiniani, primo patriarca di Venezia, egli stabilì delle feste per otto sabati dopo le celebrazioni. Il Badoer fondò tra l'altro il Conservatorio di Santa Maria delle Penitenti riservato a donne che avevano abbandonato la prostituzione, dedicandosi personalmente alla consacrazione di alcune chiese veneziane tra cui Sant'Agostino (9 dicembre 1691), San Benedetto (9 maggio 1692) e Santa Maria Zobenigo (luglio 1700). Nel 1694, dando esecuzione ad un provvedimento del Senato veneto, permise alle pinzocchere del subportico di San Marcuola di passare al monastero di San Giuseppe in San Trovaso, concedendo nel 1702 la traslazione dei resti della beata Contessa Tagliapietra (1288–1308) in una cappella della chiesa di San Vio.

### A Brescia per combattere l'eresia
Creato cardinale presbitero nel concistoro del 17 maggio 1706, venne trasferito alla sede episcopale di Brescia con titolo personale di patriarca; la diocesi era infatti affetta dalle dottrine eretiche del quietismo ed il papa lo incaricò personalmente di eradicarle. Il 22 giugno 1706 ricevette la berretta cardinalizia ed il titolo di San Marcello il 25 giugno, recandosi a Roma. Dopo un breve viaggio tornò a Venezia e quindi a Brescia. Il successivo 3 luglio scrisse una lettera pastorale annunciando ai fedeli di Brescia la sua elezione a vescovo di quella diocesi e prese possesso della sede il 27 febbraio 1707.
Dal 1707 fu abate commendatario dell'abbazia di Santa Maria in Silvis, a Sesto al Reghena, carica che mantenne fino alla morte. Da subito iniziò una visita pastorale nella città e nella diocesi, ponendo particolare attenzione alla disciplina ecclesiastica. Nel 1709, udendo che il vescovo Luigi Ruzzini di Bergamo si trovava gravemente malato, si recò ad assisterlo nei momenti estremi. Particolarmente forte e decisa fu la sua azione contro Giacomo Picennino che aveva introdotto in Italia dalla Svizzera alcuni pamphlets eretici ed allo stesso modo si scagliò contro Giuseppe Beccarelli, di Milano, il principale promotore del movimento quietista che venne costretto ad abiurare pubblicamente alle sue tesi nel settembre del 1710. Il Badoer rispose alle eresie fomentando in città e nella diocesi la devozione al Santissimo Sacramento, aiutando il sorgere di diverse congregazioni di chierici regolari e confraternite per l'adorazione del Santissimo. L'11 luglio 1712 optò per il titolo presbiteriale di San Marco, visitando il 21 dicembre di quello stesso anno il monastero della visitazione a Salò. Egli ottenne la nomina di monsignor Giovanni Francesco Martinengo, prevosto della collegiata dei Santi Nazaro e Celso di Brescia, alla carica di suo cooperatore episcopale.

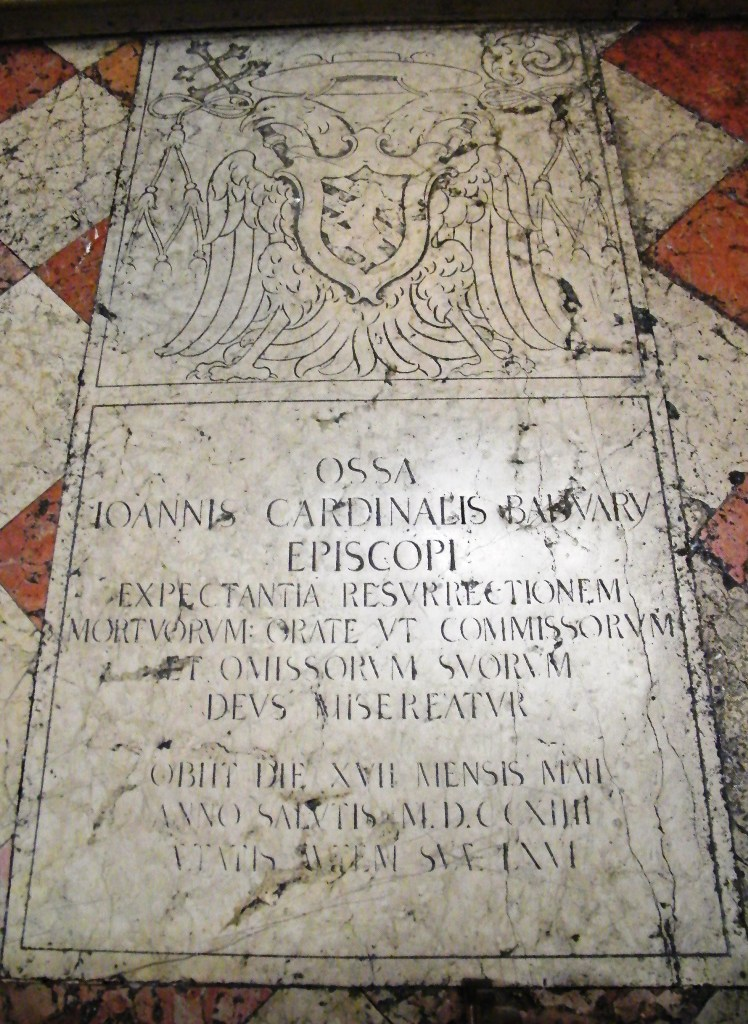
Lapide del cardinale Badoer nel Duomo nuovo di Brescia

Ammalatosi di febbre, morì il 17 maggio 1714 al suo ritorno dall'ennesima visita pastorale in diocesi. La sua salma venne esposta presso la cattedrale di Brescia dove ebbero luogo i funerali, venendo poi sepolto nella cappella di Sant'Antonio in quella stessa cattedrale, con un'iscrizione da lui stesso preparata in vita.
Uomo pio, devoto e religioso, incline ai digiuni ed al pentimento, ottenne in vita fama di santità ed il processo di beatificazione apertosi dopo la sua morte, l'ha portato oggi al titolo di venerabile.

## Genealogia episcopale e successione apostolica
La genealogia episcopale è:
- Cardinale Guillaume d'Estouteville, O.S.B.Clun.
- Papa Sisto IV
- Papa Giulio II
- Cardinale Raffaele Sansone Riario
- Papa Leone X
- Papa Paolo III
- Cardinale Francesco Pisani
- Cardinale Alfonso Gesualdo di Conza
- Papa Clemente VIII
- Cardinale Pietro Aldobrandini
- Cardinale Laudivio Zacchia
- Cardinale Antonio Barberini, O.F.M.Cap.
- Cardinale Marcantonio Bragadin
- Cardinale Gregorio Barbarigo
- Cardinale Giovanni Alberto Badoer

La successione apostolica è:
- Vescovo Nikola Bijanković, C.O. (1699)
- Vescovo Gregorio Civatelli (1699)
- Vescovo Francesco Martinengo (1711)
- Vescovo Daniele Sansoni (1712)

## Stemma
| Immagine | Blasonatura |
| -------- | --- |
| \| \|    | Cardinale D'oro all'aquila coronata bicipite di nero, caricata sul petto di uno scudetto bandato di rosso e d'argento, al leone d'oro, rampante. Lo scudo, accollato a una croce astile patriarcale d'oro, posta in palo, è timbrato da un cappello con cordoni e nappe di rosso. Le nappe, in numero di trenta, sono disposte quindici per parte, in cinque ordini di 1, 2, 3, 4, 5 |
|          | |